# 박시화

## 클럽 경력
박시화는 전북 현대 유소년 팀(금산중–영생고)을 거쳐 2025년 안산그리너스 FC에 입단하며 프로 무대에 진출했다. 고교 시절에는 전국고등축구리그 왕중왕전 우승, 전국체전 준우승 등을 경험한 유망주였다.

## 프로 데뷔 및 주요 활약
2025시즌 K리그2 개막전에서 선발 출전하며 프로 데뷔전을 치렀고, 이후 주전 레프트백으로 꾸준히 출전하고 있다.  
2025년 4월 13일 천안시티 FC와의 경기에서는 본인의 생일에 결승골을 기록하며 팀의 1-0 승리를 이끌었다.

## 특징
스피드와 오버래핑 능력이 뛰어난 측면 수비수로, 정확한 왼발 킥과 안정적인 수비 밸런스를 갖추고 있다. 팀의 공격 전개와 수비 전환에 모두 기여할 수 있는 멀티 능력의 윙백 자원이다.

## 통계
- K리그2 2025 시즌 (7월 기준): 18경기 출전, 1골

```
 - 득점: 2025년 4월 13일 vs 천안시티 FC (결승골)
```

## 기타
천안전에서의 활약으로 클럽 공식 SNS 및 K리그 채널을 통해 집중 조명을 받았으며, 팬들 사이에서도 강한 인상을 남겼다.